# Estación de Pensier
La estación de Pensier es una estación ferroviaria de la localidad suiza de Courtepin, perteneciente a la comuna suiza de Barberêche, en el Cantón de Friburgo.

## Historia y situación
La estación de Pensier fue inaugurada en el año 1898 con la puesta en servicio del tramo entre Givisiez y Murten de la línea Friburgo - Ins.
Se encuentra ubicada en el sur del núcleo urbano de Pensier. Cuenta con dos andenes centrales a los que acceden dos vías pasantes, a las que hay que sumar una vía muerta. 
En términos ferroviarios, la estación se sitúa en la línea Friburgo - Ins. Sus dependencias ferroviarias colaterales son la estación de Belfaux-Village hacia Friburgo y la estación de Courtepin hacia Ins.

## Servicios ferroviarios
Los servicios ferroviarios de esta estación están prestados por Transports publics fribourgeois:

### Regionales
- R Friburgo - Murten - Ins/Kerzers. Trenes cada hora desde Friburgo hasta Murten y Ins. En horas punta de lunes a viernes existen trenes de refuerzo desde Friburgo hasta Murten y Kerzers.